# Roncus caballeroi
Roncus caballeroi är en spindeldjursart som beskrevs av Lagar 1974. Roncus caballeroi ingår i släktet Roncus och familjen helplåtklokrypare. Inga underarter finns listade i Catalogue of Life.